# Aleksandra Ajchenwald
Aleksandra Jurjewna Ajchenwald (ros. Александра Юрьевна Айхенвальд, ang. Alexandra Aikhenvald; ur. 1957) – rosyjska językoznawczyni, specjalizująca się w językach nieeuropejskich. Zajmuje się typologią języków, językami amazońskimi, językami papuaskimi oraz dokumentacją lingwistyczną. Jest czołowym autorytetem w dziedzinie języków arawackich. Sporządziła także opis gramatyczny języka manambu z Papui-Nowej Gwinei.
Uzyskała stopnie doktora w moskiewskim Instytucie Orientalistyki oraz na La Trobe University. W latach 1989–1994 była profesorem na Universidade Federal de Santa Catarina (Florianópolis, Brazylia), następnie przeniosła się do Australii. W 1994 r. została profesorem na Australijskim Uniwersytecie Narodowym, a w latach 2004–2008 pracowała na La Trobe University. W 2009 r. przeniosła się do Cairns, gdzie została profesorem na Uniwersytecie Jamesa Cooka, a od 2021 r. w Centre for Indigenous Health Equity Research na Central Queensland University. 